# Escut de Montserrat
L'escut de Montserrat és un símbol representatiu oficial del municipi valencià de Montserrat (Ribera Alta). Té el següent blasonament:
| « | Escut quadrilong de punta redona, truncat. Al primer quarter, en camp de sinople un castell d'or, maçonat i aclarit de sable, sobremuntats [en realitat, somat sobre] dos monts serrats d'argent. Al segon quarter, en camp de gules, tres avarques o sabates antigues ben ordenades, escacades d'argent i sable. Bordura de gules amb vuit escudets d'or amb banda de sable. Al timbre, corona reial oberta. | » |

## Història
L'escut va ser aprovat per Resolució del 9 de juliol de 1996, del conseller de Presidència, publicada en el DOGV núm. 2.837, del 30 de setembre de 1996.
El mont serrat és un senyal parlant al·lusiu al nom del poble, amb la representació de l'antic castell d'Alcalà, d'època musulmana, del qual només es conserven trossos de muralla i alguns fonaments. A sota apareixen les armes dels Sabata de Calataiud, antics senyors de la localitat.